# 新切爾卡瑟站
新切爾卡瑟站（羅馬化：Novocherkasskaya）是聖彼得堡地鐵的一個車站。新切爾卡瑟站開通於1985年12月30日，是莫斯科地鐵4號線的一個車站。車站舊名赤衛隊站。